# Patinoarul Mihai Flamaropol
Patinoarul Mihai Flamaropol a fost un patinoar din București deschis in 1958.
A servit ca arena de acasă a echipei de hochei CSA Steaua Rangers. A fost construit în 1958 ca patinoar în aer liber, iar în 1970 a fost acoperit pentru jocurile din grupa B a Campionatului Mondial de Hochei pe Gheață. S-a numit patinoarul „23 August”. Ulterior a fost numit în onoarea lui Mihai Flamaropol, fotbalist, hocheist și antrenor.
În 2012 patinoarul a fost închis, iar în martie 2016 a fost demolat pentru a face loc unei noi arene de 3.100 de locuri. Construcția noii arene a început la începutul anului 2017 și era programată să fie finalizată în 2019. Lucrările au fost oprite în 2019, iar contractul a fost reziliat din cauza întârzierilor și a problemelor de execuție. În 2019, progresul construcției a fost de aproximativ 26 %. În august 2023 s-a anunțat că lucrările vor fi reluate în 2024 cu un nou proiect care include remedierea problemelor de construcție și o creștere a capacității la 4.424 de locuri.

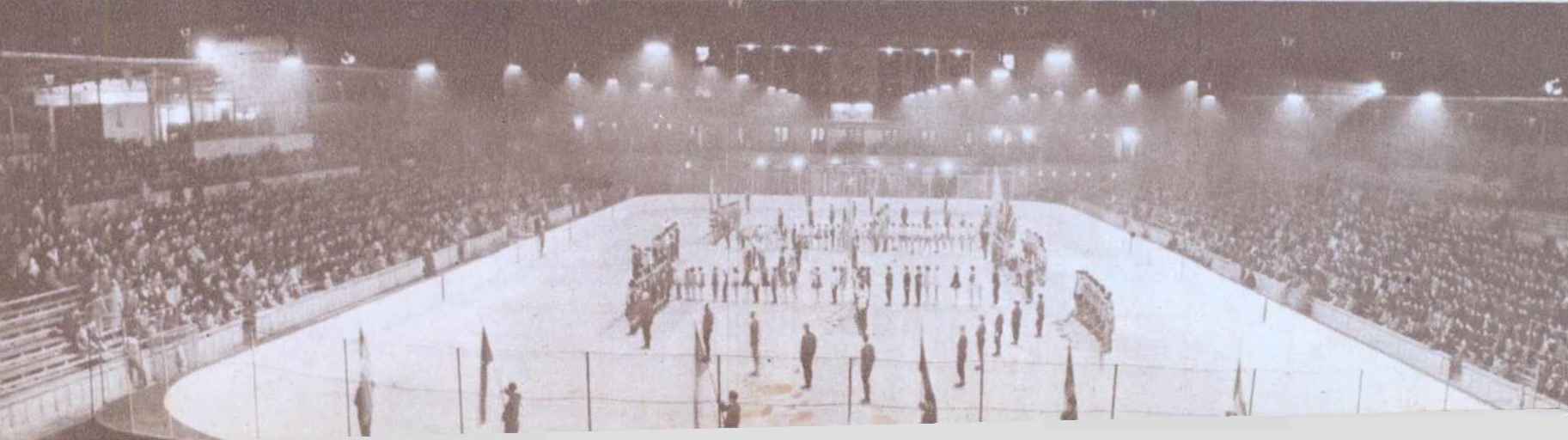
Patinoarul (1965)
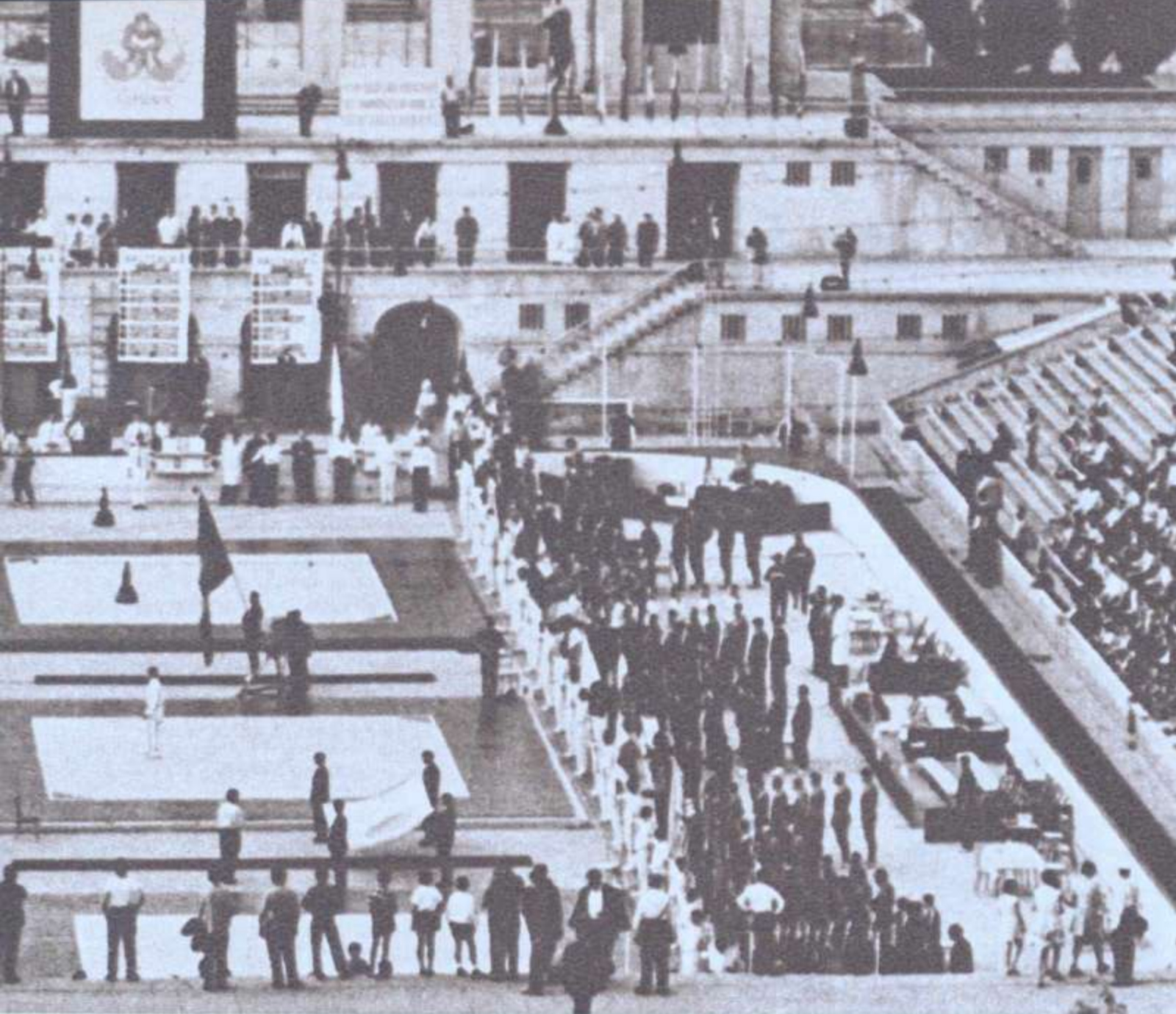
CM de Lupte din 1967
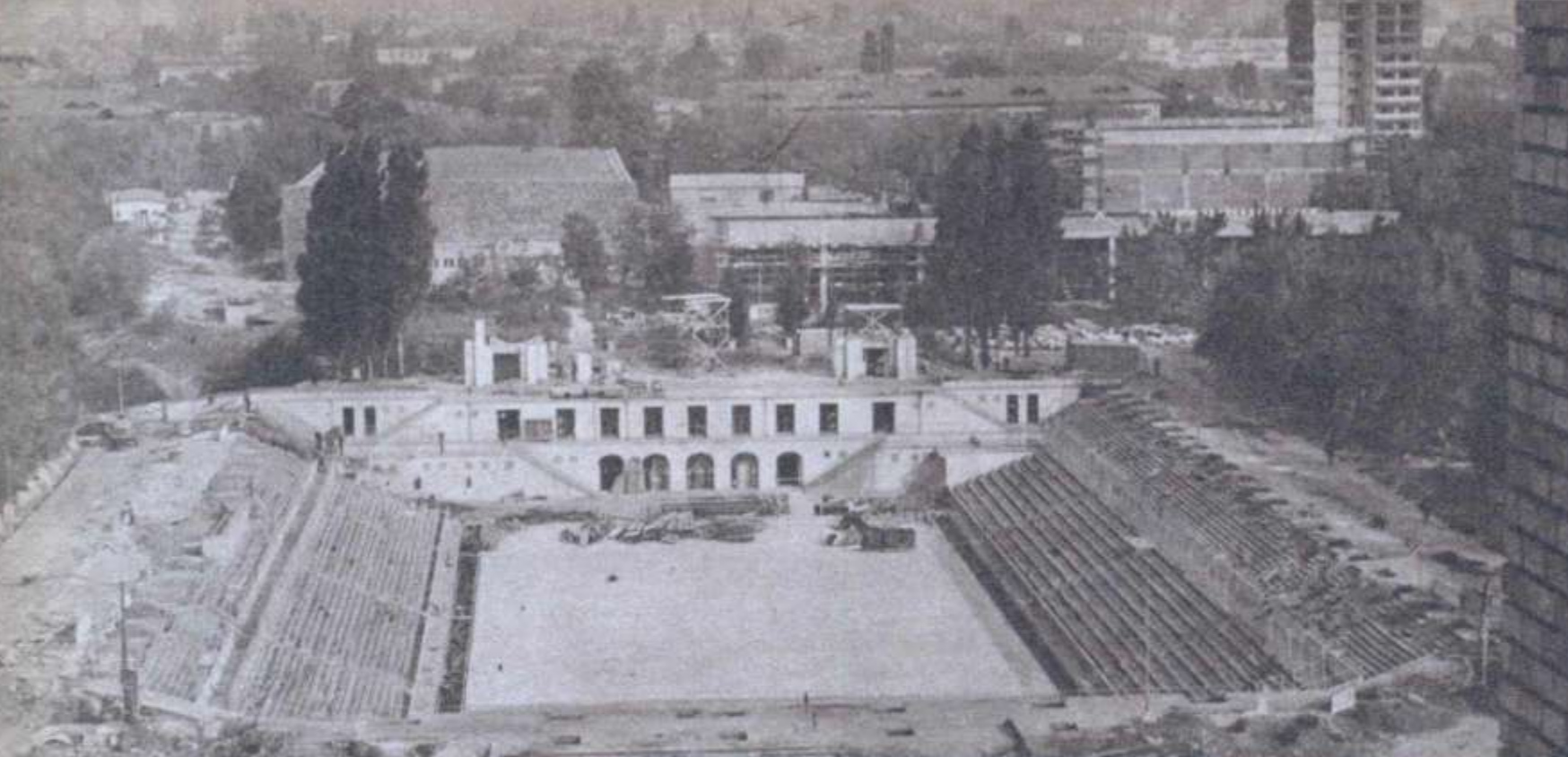
După demolarea tribunelor (1969)
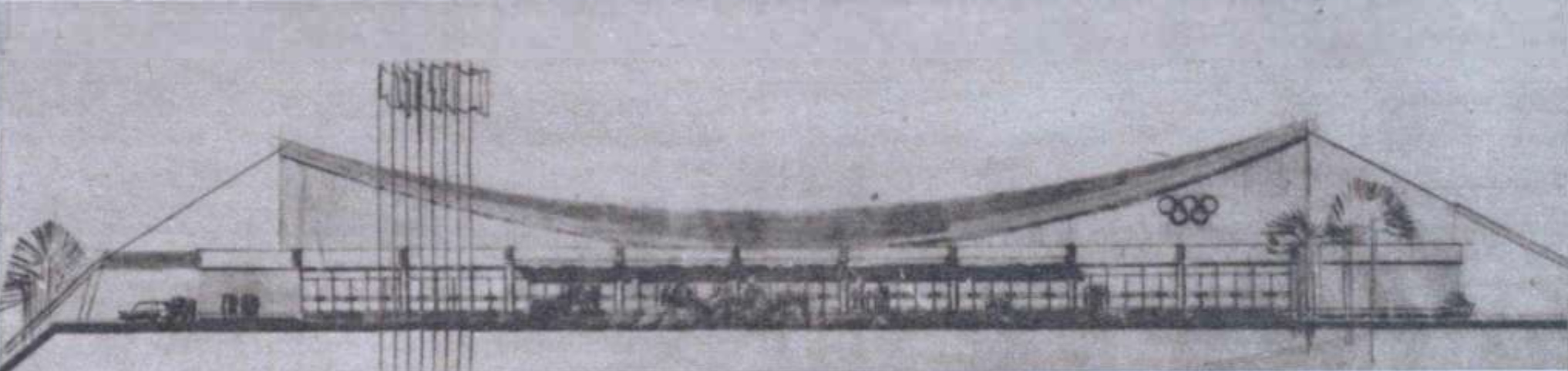
Planul patinoarului (1969)
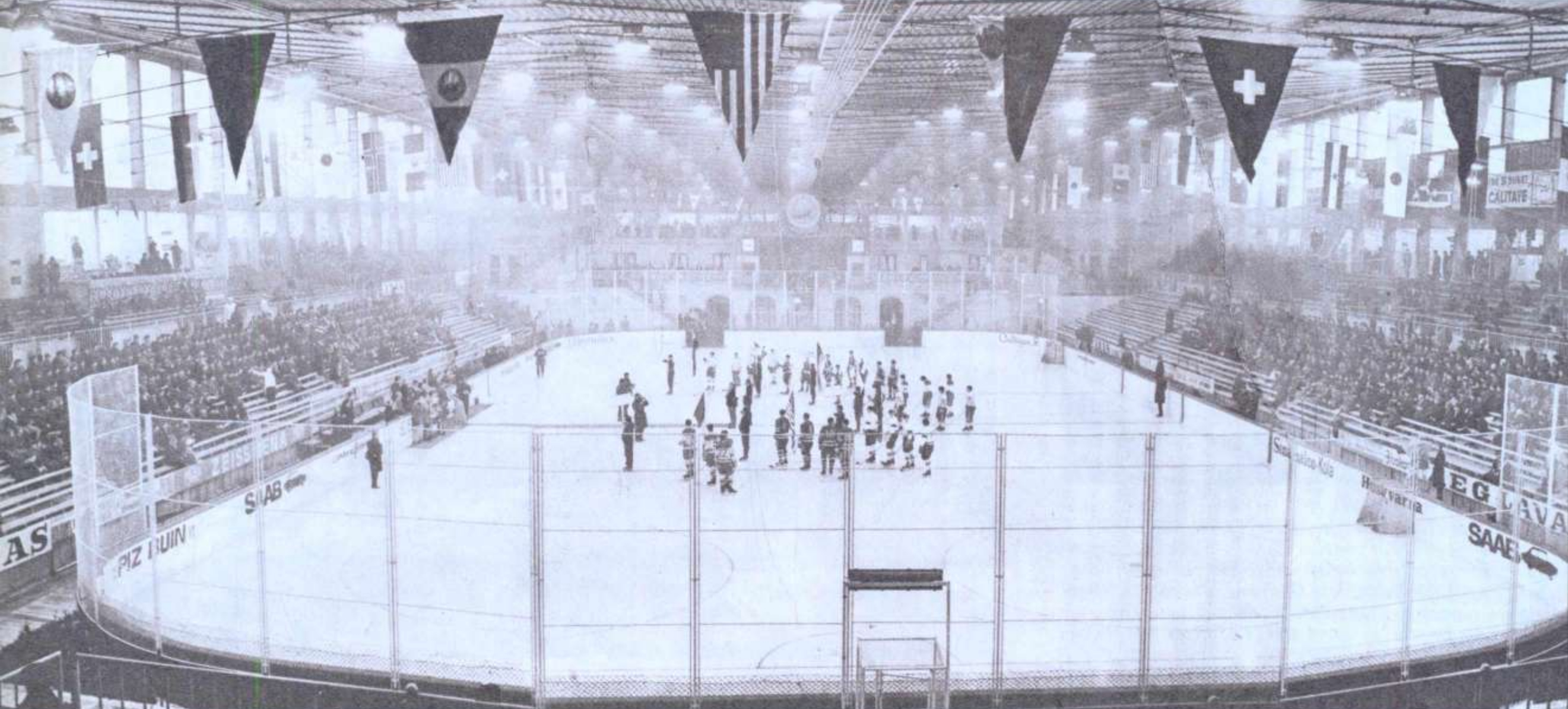
Patinoarul acoperit (1970)

## Legături externe
- Materiale media legate de Patinoarul Mihai Flamaropol la Wikimedia Commons